# Saint-Martin-au-Laërt
Saint-Martin-au-Laërt (Nederlands: Sint-Maartens-Aard) is een plaats en voormalige gemeente in het Franse departement Pas-de-Calais in de regio Hauts-de-France en telt 3882 inwoners (2004). De plaats maakt deel uit van het arrondissement Sint-Omaars.

## Geschiedenis
Het dorp heette tot de 14e eeuw de Aard of L'Aard (lage weiden).
Op 1 januari 2016 is Saint-Martin-au-Laërt met de gemeente Tatinghem gefuseerd tot de huidige gemeente Saint-Martin-lez-Tatinghem. De opgeheven gemeenten kregen aanvankelijk de status van commune déléguée maar per besluit van de gemeenteraad van 19 juni 2020 kwam deze status te vervallen.

## Geografie
De oppervlakte van Saint-Martin-au-Laërt bedraagt 4,9 km², de bevolkingsdichtheid is 792,2 inwoners per km².
De onderstaande kaart toont de ligging van Saint-Martin-au-Laërt met de belangrijkste infrastructuur en aangrenzende gemeenten.

## Bezienswaardigheden
- Grand Moulin, een stellingmolen welke dienstdeed als korenmolen.
- Moulin de l'Aile, een oude poldermolen van het type achtkante bovenkruier (hier sinds 2013).
- Huis van het Moeras (Maison du Marais), museum over natuur en streek (geopend in 2014).

## Demografie
Onderstaande figuur toont het verloop van het inwonertal.